# Louis Meintjes
Louis Meintjes (ur. 21 lutego 1992 w Pretorii) – południowoafrykański kolarz szosowy. Olimpijczyk (2016).

## Osiągnięcia
Opracowano na podstawie:

2010
- 1. miejsce w mistrzostwach Południowej Afryki juniorów (jazda indywidualna na czas)
- 1. miejsce w mistrzostwach Południowej Afryki juniorów (start wspólny)

2011
- 2. miejsce w mistrzostwach Południowej Afryki U23 (start wspólny)
- 2. miejsce w mistrzostwach Afryki (jazda drużynowa na czas)
- 2. miejsce w mistrzostwach Afryki (jazda indywidualna na czas)

2012
- 1. miejsce w mistrzostwach Południowej Afryki U23 (jazda indywidualna na czas)
- 2. miejsce w mistrzostwach Południowej Afryki U23 (start wspólny)

2013
- 1. miejsce w mistrzostwach Południowej Afryki U23 (jazda indywidualna na czas)
- 1. miejsce w mistrzostwach Południowej Afryki U23 (start wspólny)
- 2. miejsce w mistrzostwach Południowej Afryki (start wspólny)
- 1. miejsce na 5. etapie Tour de Korea (jazda drużynowa na czas)
- 2. miejsce w mistrzostwach świata U23 (start wspólny)
- 2. miejsce w Tour du Rwanda
  - 1. miejsce na 3. etapie

2014
- 1. miejsce w mistrzostwach Południowej Afryki U23 (jazda indywidualna na czas)
- 1. miejsce w mistrzostwach Południowej Afryki U23 (start wspólny)
- 1. miejsce w mistrzostwach Południowej Afryki (start wspólny)
- 2. miejsce w Mzansi Tour
  - 1. miejsce w klasyfikacji młodzieżowej
  - 1. miejsce w klasyfikacji górskiej
  - 1. miejsce na 2. etapie
- 1. miejsce w klasyfikacji młodzieżowej Giro del Trentino

2015
- 3. miejsce w mistrzostwach Południowej Afryki (jazda indywidualna na czas)
- 2. miejsce w mistrzostwach Afryki (jazda drużynowa na czas)
- 1. miejsce w mistrzostwach Afryki (start wspólny)
- 1. miejsce w klasyfikacji młodzieżowej Tour of Oman
- 1. miejsce w Settimana Internazionale di Coppi e Bartali
  - 1. miejsce na 4. etapie
- 1. miejsce w klasyfikacji górskiej w Circuit de la Sarthe
- 1. miejsce w klasyfikacji młodzieżowej Giro del Trentino
- 10. miejsce w Vuelta a España

2016
- 8. miejsce w Tour de France

2017
- 8. miejsce w Tour de France

2019
- 3. miejsce w mistrzostwach Południowej Afryki (jazda indywidualna na czas)

2022
- 3. miejsce w Giro di Sicilia
- 1. miejsce w Giro dell’Appennino
- 8. miejsce w Tour de France
- 1. miejsce na 9. etapie Vuelta a España

2023
- 2. miejsce w Giro di Sicilia

## Rankingi
| Rok              | 2011 | 2012 | 2013 | 2014 | 2015 | 2016 | 2017 | 2018 | 2019 | 2020 | 2021 | 2022 | 2023 | 2024 |
| ---------------- | ---- | ---- | ---- | ---- | ---- | ---- | ---- | ---- | ---- | ---- | ---- | ---- | ---- | ---- |
| UCI World Tour   |      |      |      |      |      | 63.  | 52.  | 241. |      |      |      |      |      |      |
| World Ranking    |      |      |      |      |      | 89.  | 77.  | 679. | 733. | 271. | 343. | 53.  | 282. | 385. |
| UCI Europe Tour  | -    | 672. | 200. | 289. | 118. | -    | -    | 635. |      |      |      |      |      |      |
| UCI Asia Tour    | -    | -    | 111. | 206. | 145. | -    | -    | -    |      |      |      |      |      |      |
| UCI America Tour | -    | -    | -    | -    | -    | 23.  | -    | -    |      |      |      |      |      |      |
| UCI Africa Tour  | 149. | 60.  | 47.  | 7.   | 16.  | 73.  | -    | -    | 39.  | 5.   | 9.   | 2.   | 6.   | 10.  |
|                  |      |      |      |      |      |      |      |      |      |      |      |      |      |      |
| Źródło: UCI      |      |      |      |      |      |      |      |      |      |      |      |      |      |      |